# Miniszterelnöki Kabinetiroda
A Miniszterelnöki Kabinetiroda Magyarországon a kormányfő munkáját segítő, 2015 októberében létrehozott minisztérium, amelynek élén miniszter, a miniszterelnök kabinetfőnöke áll. A miniszteri megbízást Rogán Antal, a Fidesz addigi országgyűlési frakcióvezetője kapta. A miniszter által kiadott rendeletek "MK rendelet" rövidítéssel jelennek meg.

## Előzmények
A harmadik Orbán-kormány előterjesztésére megalkotott hatályos törvényi felsorolást a Magyarország minisztériumainak felsorolásáról szóló 2014. évi XX. törvény tartalmazza. Ez a törvény 2014. június 6-án lépett hatályba. Ezek szerint „Magyarország minisztériumai a Miniszterelnökség mint elsősorban a kormányzati koordinációt ellátó minisztérium és a szakpolitikai feladatokat ellátó minisztériumok”.
2015 őszén Lázár János, a Miniszterelnökséget vezető miniszter felvetette lemondását arra az esetre, ha olyan minisztérium jön létre, amelynek feladatköre nincs megfelelően elválasztva a Miniszterelnökség feladataitól és hatásköreitől.

## Létrejötte
A Magyarország minisztériumainak felsorolásáról szóló törvény 2015 októberében módosult.
Létrejött a nem szakminisztériumi jellegű Miniszterelnöki Kabinetiroda, amelynek élén miniszter, a miniszterelnök kabinetfőnöke áll.

## Szervezeti felépítése
A Miniszterelnöki Kabinetiroda vezetője Rogán Antal miniszter.
A Kabinetirodát négy államtitkárság alkotja:
- Miniszterelnöki Programirodát vezető államtitkárság, vezetője: Nagy János[8][9] államtitkár, Havasi Bertalan,[10] Miniszterelnöki Sajtóirodát vezető helyettes államtitkár
- Közigazgatási államtitkárság, vezetője: Biró Marcell[11][12] államtitkár
- Parlamenti államtitkárság, vezetője: Dömötör Csaba[13][14] államtitkár, miniszterhelyettes. Az államtitkárság része a Stratégiai és Elemzési Főosztály, a Deutsch Tamás miniszterelnöki biztos által vezetett Digitális Jólét Program titkársága, valamint a Nemzeti Konzultációs Központ (vezetője 2018–2019-ben Molnár Balázs miniszteri biztos volt).
- Kormányzati kommunikációért felelős államtitkárság, vezetője: Tuzson Bence államtitkár.

Az államtitkárság része a Kormányzati Tájékoztatási Központ, amely a Tartalom-előkészítő Főosztály, a Sajtószervezési Főosztály és a Kormányzati Kommunikáció Koordinációjáért Felelős Főosztály összefoglaló elnevezése.
A Miniszterelnöki Kabinetiroda háttérintézményei (2024):
- Nemzeti Kommunikációs Hivatal
- Nemzeti Koncessziós Iroda
- Védelmi Igazgatási Hivatal

2016 áprilisától Andy Vajna, a nemzeti filmipar fejlesztéséért felelős kormánybiztos munkáját is a miniszterelnök kabinetfőnöke irányította.
2018. július 6-án jelent meg a Hivatalos Értesítőben az 1/2018. (VII. 6.) MK utasítás a Miniszterelnöki Kabinetiroda Szervezeti és Működési Szabályzatáról.
A Miniszterelnöki Kabinetiroda államtitkárai (2024):
- Dömötör Csaba parlamenti államtitkár, miniszterhelyettes
- Bordás Gábor közigazgatási államtitkár
- Rédey Krisztina közigazgatási államtitkár
- Farkas Örs polgári nemzetbiztonsági szolgálatokért felelős államtitkár
- Kovács Zoltán nemzetközi kommunikációért és kapcsolatokért felelős államtitkár
- Máté János Miniszterelnöki Programirodát vezető államtitkár
- Nagy János Miniszterelnöki Irodát vezető államtitkár
- Vitályos Eszter kormányzati kommunikációért felelős államtitkár

## Székháza
A Miniszterelnöki Hivatal számára való helykeresés során ugyan felmerült a bérlés is, ám végül az Országház épületéhez közeli állami tulajdonú épületek közül a Szellemi Tulajdon Nemzeti Hivatalának (SZTNH) Budapest V. kerület Garibaldi u. 2. alatti székházára esett a választás. A Garibaldi utcába a kommunikációs államtitkárság, a közigazgatási államtitkárság és a Nemzeti Kommunikációs Hivatal költözött be. A miniszterelnök kabinetfőnöke, a Miniszterelnöki Programirodát irányító államtitkár és a parlamenti államtitkár kabinetje továbbra is Orbán Viktor miniszterelnök mellett maradt az Országházban.
2019. január elsejétől a volt Karmelita kolostor épületében működik a Miniszterelnöki Kabinetiroda.

## Külső hivatkozások
- Miniszterelnöki Kabinetiroda vezetői elérhetősége
- Hatalmasra nőtt Rogán csapata - elképesztő számok és pozíciók, Napi.hu, 2017. január 19.
- 1401/2014. (VII. 18.) Korm. határozat a Budai Várban található Karmelita kolostor átépítésével összefüggő feladatokról